# Musée d'Art contemporain de Niterói
 (mai 2024).
Si vous disposez d'ouvrages ou d'articles de référence ou si vous connaissez des sites web de qualité traitant du thème abordé ici, merci de compléter l'article en donnant les références utiles à sa vérifiabilité et en les liant à la section « Notes et références ».
Le musée d'Art contemporain de Niterói (en portugais : Museu de Arte Contemporânea de Niterói) ou MAC est situé sur la commune de Niterói dans le quartier de Boa Viagem en face de Rio de Janeiro dans l'État du même nom. Il est un des principaux monuments de la mégalopole brésilienne.

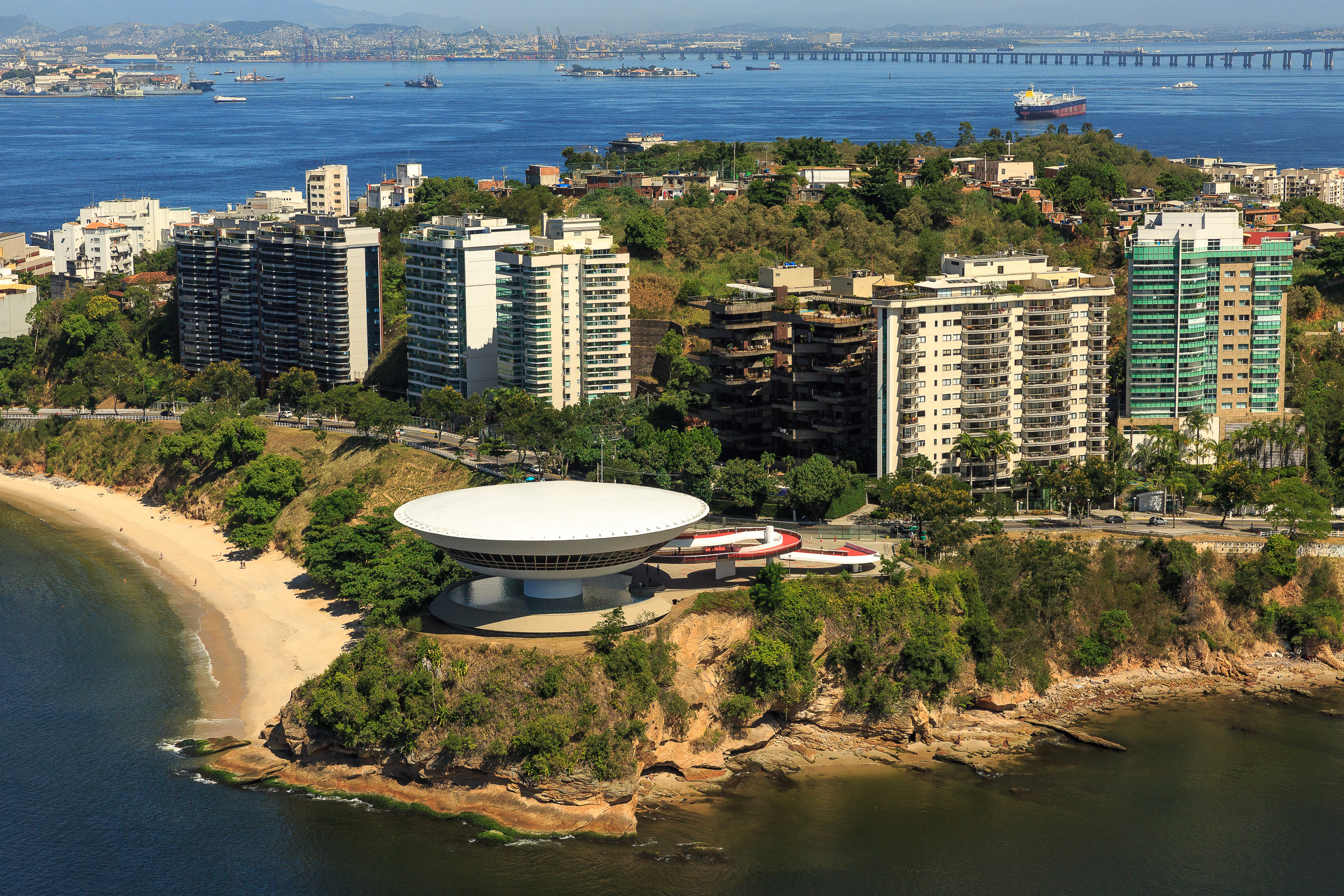
Vue aérienne du musée.
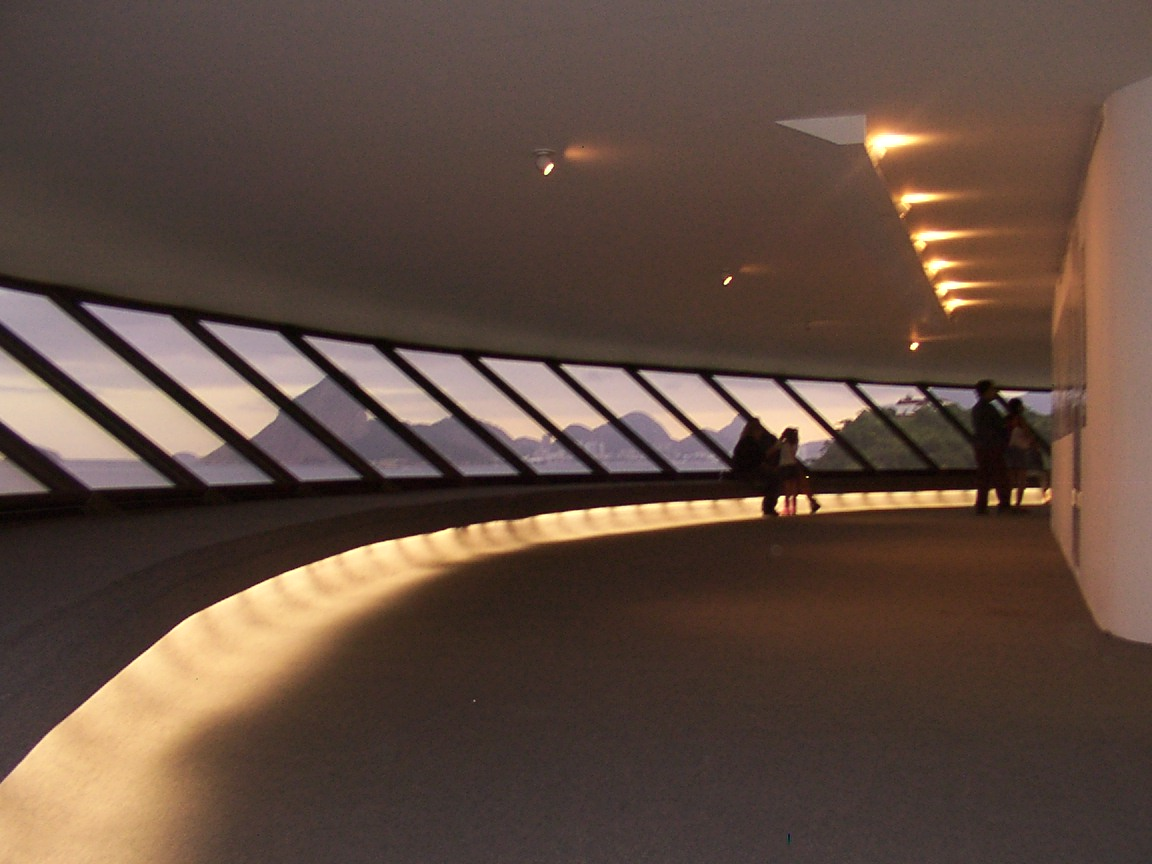
Intérieur.
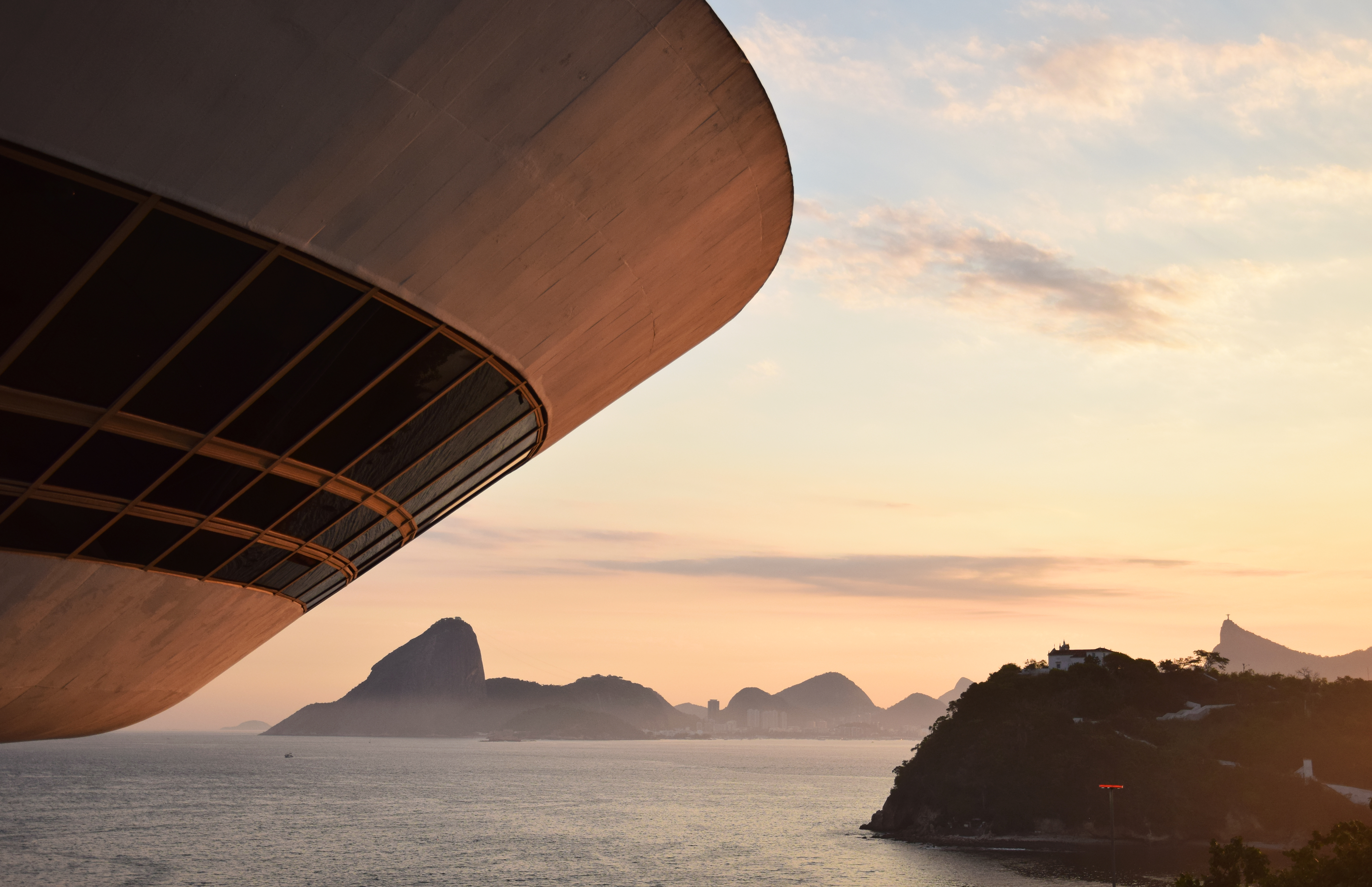
Le musée d'art contemporain et son paysage.

Le MAC a été dessiné par Oscar Niemeyer assisté de l'ingénieur Bruno Conrini qui avait déjà travaillé avec lui lors de projets précédents. La construction du musée dura cinq ans, pour ouvrir en 1996. Le bâtiment fait 16 mètres de hauteur, sa coupole comporte trois niveaux ayant un diamètre allant de 18 à 20 mètres. L'ensemble est en béton brut peint en blanc pur. Le musée se reflète dans de Boa Viagem (Bon Voyage), la piscine-miroir de 817 m2 qu'il domine grâce à sa base cylindrique de 9 mètres de diamètre à partir de laquelle le bâtiment se développe « comme une fleur », selon les propres mots de Niemeyer. Autour du musée, une place de 2 500 m2 est aménagée pour permettre de bien dégager la silhouette de l'édifice.
Une longue rampe d'accès suspendue monte jusqu'au hall des expositions qui peut accueillir jusqu'à soixante visiteurs. Deux portes mènent à la galerie panoramique de laquelle on peut contempler la baie de Guanabara et le mont du Pain de Sucre au loin. La structure résolument futuriste en soucoupe volante, semblable à un ovni, est posée sur une falaise qui se termine par une plage. Dans le film Oscar Niemeyer, un architecte engagé dans le siècle (Marc-Henri Wajnberg, 2000), Niemeyer est montré en train de voler dans un ovni au-dessus de Rio de Janeiro puis atterrit à l'endroit du site, suggérant que ceci est la véritable origine du musée.
À partir de la concrétisation du projet, la municipalité de Niterói a invité Niemeyer à réaliser d'autres ouvrages dans la ville. La série d'interventions urbaines (centre informatique, cathédrale, complexe informatique et de bureaux) qui en a résulté est appelée caminho Niemeyer (chemin Niemeyer).
La collection permanente du MAC est constituée par la collection João Sattamini, une collection de plus de mille pièces, réunies depuis les années 50 par le collectionneur João Sattamini, et constitue la deuxième plus importante collection d'art contemporain du Brésil. Parmi la programmation culturelle variée, le dimanche sont organisées des activités de lecture de contes et d'histoires.

## Sources
- Architecture d'aujourd'hui n° 319, novembre 1998